# Grenadille

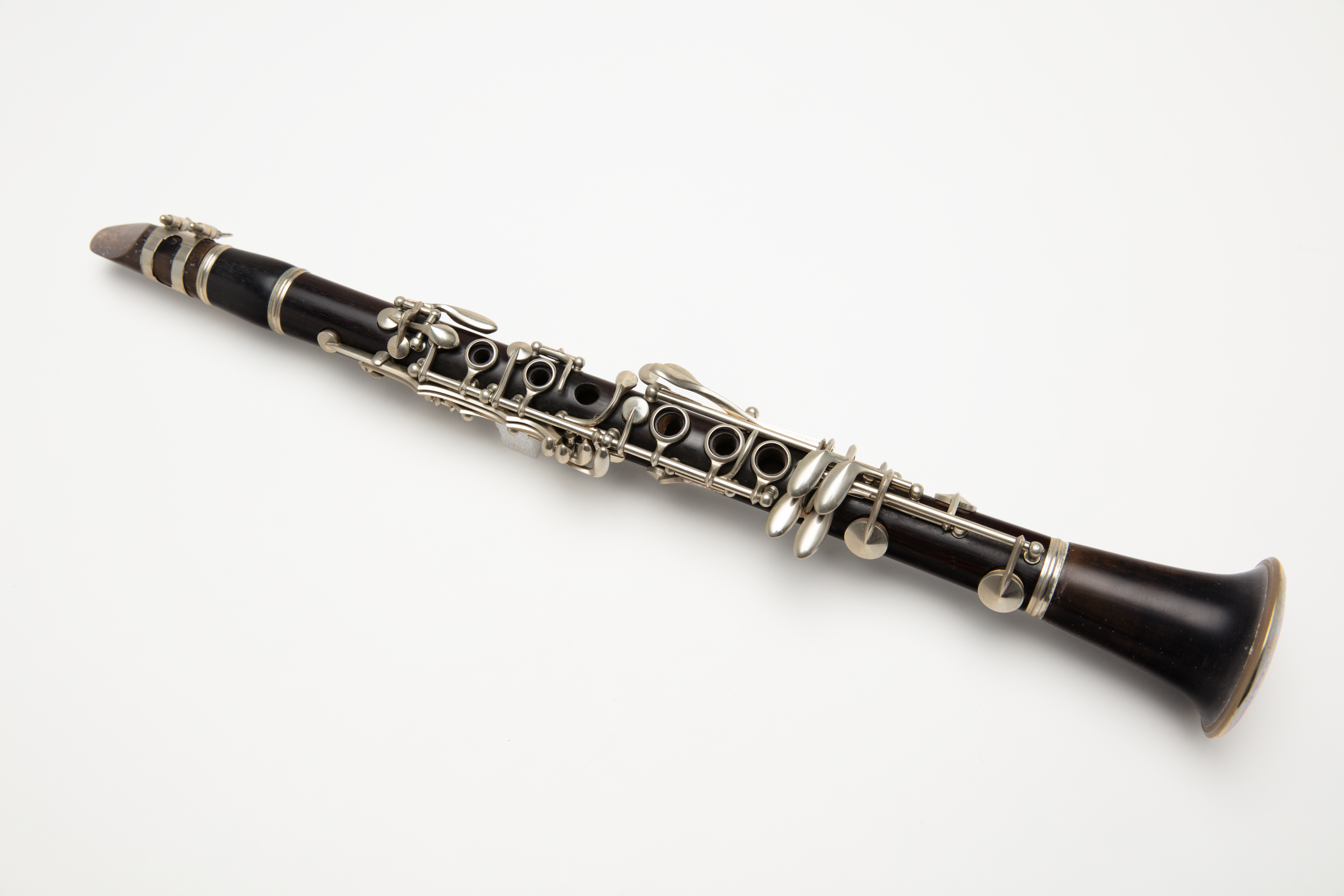
Klarinett av grenadilleträ (och med klaffar av nysilver).

Grenadille, grenadilla, grenadill eller grenadilleträ (även stavat granadill etcetera) är ett namn som används på flera olika träslag, alla mycket starka och täta. Framförallt avses Dalbergia melanoxylon, även kallat "senegalebenholts" och "kongoholts" (på engelska "African blackwood" och på swahili "mpingo"). Detta svarta trä används i musikinstrument, speciellt träblåsinstrument (som klarinett, oboe, piccolaflöjt, tvärflöjt och blockflöjt), men även för andra produkter (som knivskaft, schackpjäser, reservoarpennor och traditionella kinesiska möbler).
Alla arter av släktet Dalbergia är sedan 2017 listade på CITES B-lista (appendix II - D. nigra dessutom A-listad, appendix I) och handels- och transportrestriktioner gäller för produkter tillverkade av trä från detta släkte. Detta respekteras dock ej av Kina och en stor illegal import för möbeltillverkning sker från Östafrika, speciellt Moçambique.
Notera även att det spanska namnet Granadillo används som beteckning för rosenträ, även benämnt "palisander", (som också tillhör släktet Dahlberga) och som bland annat används för tillverkning av marimbas och gitarrer. Därutöver används det även för arter tillhöriga andra släkten, som Zygia pithecolobioides ("granadillo de rio") och Miconia prasina ("granadillo bobo").
Grenadill(a)/granadill(a) används även som alternativt namn på passionsfrukt och för andra arter tillhörande släktet Passiflora, som sötgrenadill.
Beteckningen kommer från en diminutivform av "granado"/"granada" (granatäpple, Punica granatum), vilket i sin tur kommer från latin granum, frö.